# Energetická nezávislost
Energetická nezávislost je pojem označující míru soběstačnosti subjektu v otázce uspokojování energetických potřeb. Rozlišuje se energetická nezávislost nemovitosti (případně podniku) od energetické nezávislosti státu či společenství. Je také potřeba odlišit příbuzný pojem energetická bezpečnost, který vymezuje míru rizika zajištění, výroby a dodávek energetických zdrojů.
Kvůli svému zásadnímu významu pro stabilitu ekonomiky je cílem všech zemí podpora vlastní energetické nezávislosti na cizích zdrojích. Často je proto spolu s energetickou bezpečností či jako její součást v předvolebních programech stran. Kvůli omezeným zdrojům ropy a zemního plynu v Evropě se hlavní pozornost zaměřuje na elektrickou energii a teplo.

## Faktory podporující energetickou nezávislost
1. Využití vlastních primárních energetických zdrojů.
2. Efektivní přeměna zdrojů na energii – např. využitím kombinované výroby elektřiny a tepla – tzv. kogenerace. Teplo z kogeneračních jednotek dnes zásobí přes 1 milion domácností v ČR.
3. Úspory na straně spotřeby elektřiny a tepla.
4. Obnovitelné zdroje energie.

## USA

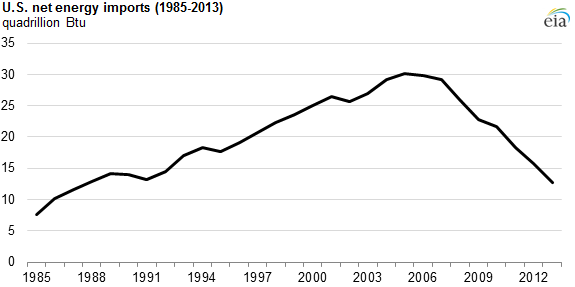
Ve 21. století přestaly být USA tolik závislé na importu energie.

V USA se roku 2019 vyrovnal dovoz a vývoz energie, a tak se v tomto smyslu staly energeticky nezávislé. Ovšem v užším slova smyslu jsou neustále závislé na jistých druzích dodávané energie a tak je nelze považovat za nezávislé.

## Evropská unie

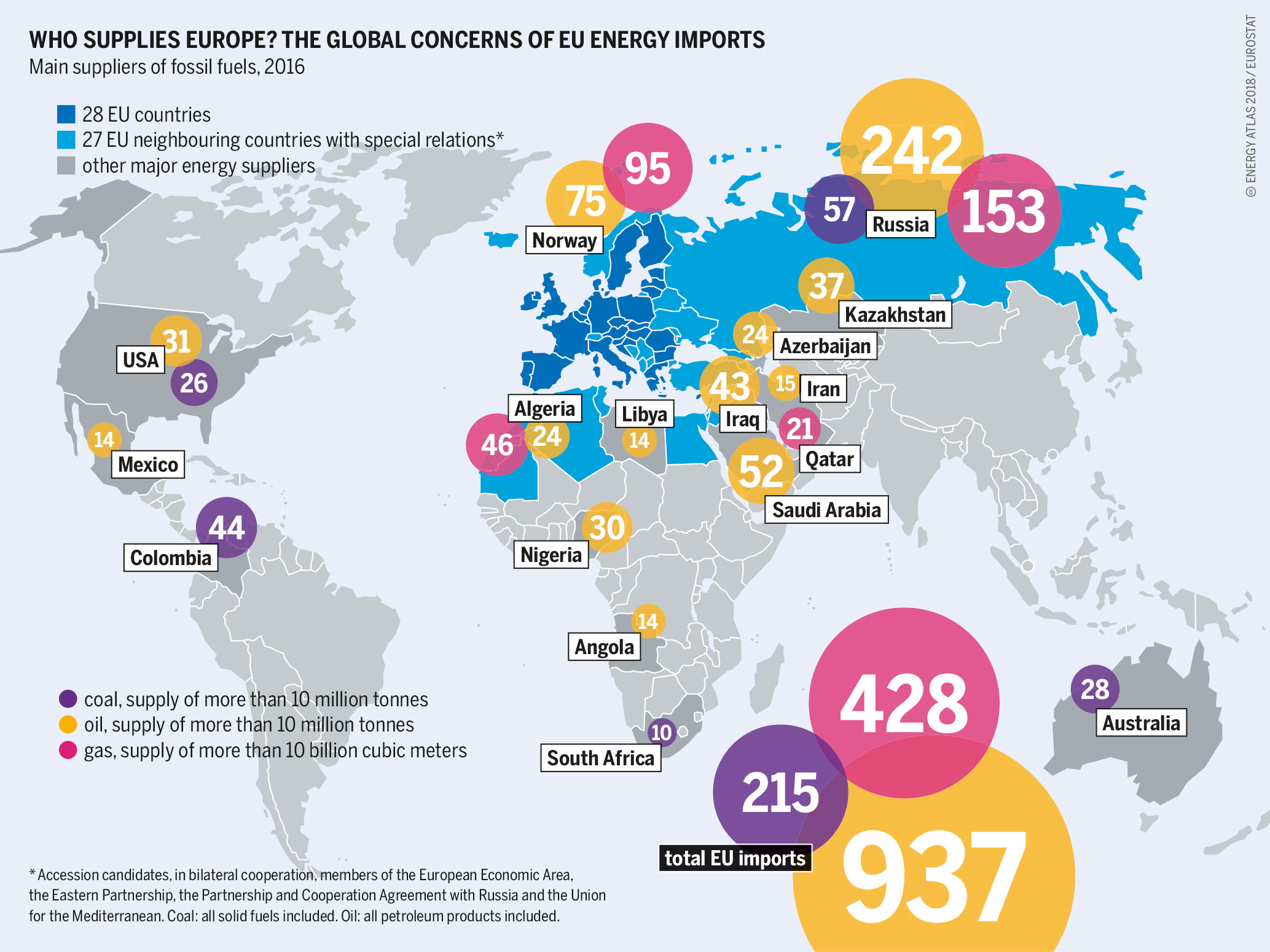
Rozložení dodávek energie do EU v roce 2016.

V EU se mezi lety 2000 a 2016 energetická závislost příliš nezměnila a zhruba z poloviny je EU nezávislá a polovinu energie dováží. Frakování bylo ve velké části EU prakticky zakázáno.
Do roku 2050 se v Evropě vyplatí energetická soběstačnost na elektrické síti jen u 5 % volně stojících domů.

## Česká republika
V České republice je hlavním dokumentem stanovující konkrétní cíle a plány Státní energetická koncepce České republiky, která je schvalovaná a pravidelně aktualizovaná vládou České republiky. Hlavním vypracovatelem koncepce je Ministerstvo průmyslu a obchodu na základě zpráv odborných skupin. Důležitou úlohu má Energetický regulační úřad (ERÚ), který – mimo jiné – stanovuje výše dotací na obnovitelné zdroje a má dohled nad ochranou zájmů spotřebitelů v těch oblastech energetických odvětví, kde není možná konkurence.
Výše nezávislosti České republiky v oblasti energetiky v roce 2011 byla 70%, třetí nejvyšší v celé Evropské unii. Dochází však jejímu snižování zejména kvůli zvyšování podílu plynu z Ruska a Norska. K opačnému trendu mají přispět projekty podporující racionální ekonomické využití vlastních zdrojů.

## Ekonomický a ekologický aspekt
Státy se snaží o ekonomicky výhodné a stabilní využití vlastních zdrojů. Většina paliv však při své těžbě a spotřebě poškozuje životní prostředí. V současné době jsou nejvíce diskutované Územní limity těžby hnědého uhlí v severních Čechách a odpor k těžbě uranové rudy v České republice. V Evropě vyvolává spory těžba břidlicového plynu v Polsku, se kterým vláda počítá od roku 2014. Polsko se tak chce zbavit energetické závislosti na ruském plynu.
Velké politické a ekonomické kontroverze také vzbuzuje podpora obnovitelných energetických zdrojů, které v současné době stále nejsou schopny zajistit nepřetržitou a stabilní dodávku energie. Částka na podporu od vlády je 11,7 miliard Kč (2012), celkové náklady na obnovitelné zdroje dosahují dle ERÚ 42 miliard Kč (2017).